# Union Gießerei Königsberg
Die Union-Gießerei war ein von 1828 bis 1931 bestehendes deutsches Maschinenbau-Unternehmen in Königsberg/Pr.

## Geschichte
Die Kaufleute Gustav Schnell, Friedrich Laubmeyer und Carl August Dultz gründeten am 1. Mai 1828 in Königsberg eine Eisengießerei, die ab 1845 als Union-Gießerei firmierte.

### Maschinenbau

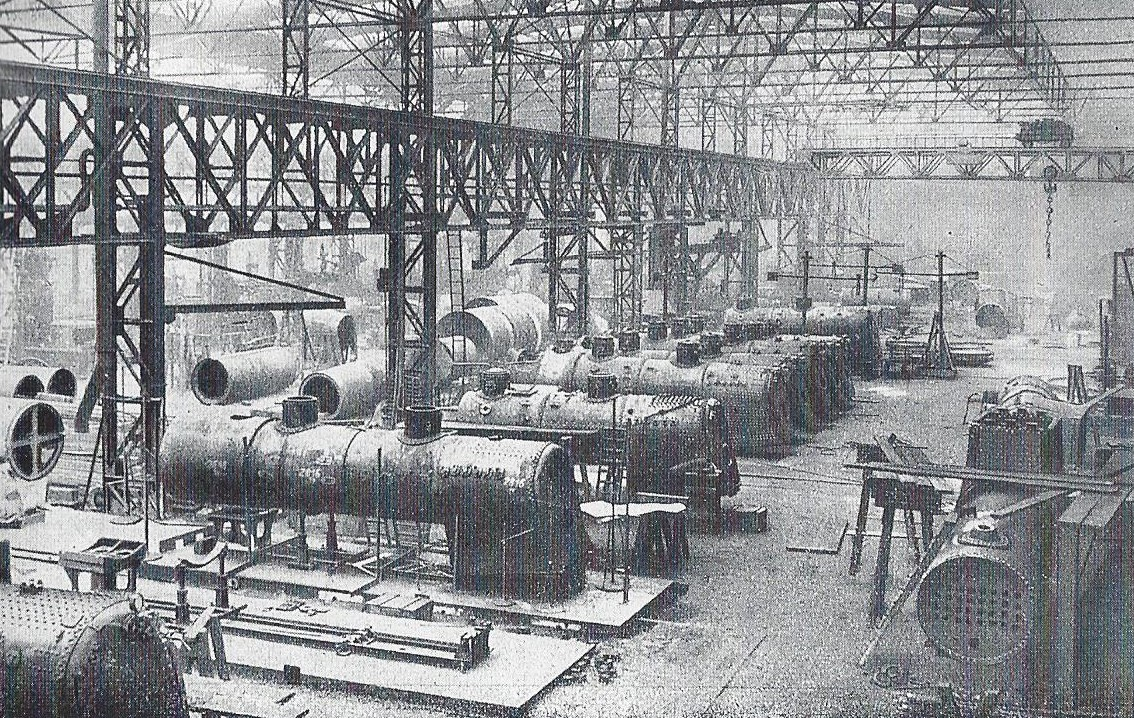
Kesselschmiede der Union-Gießerei

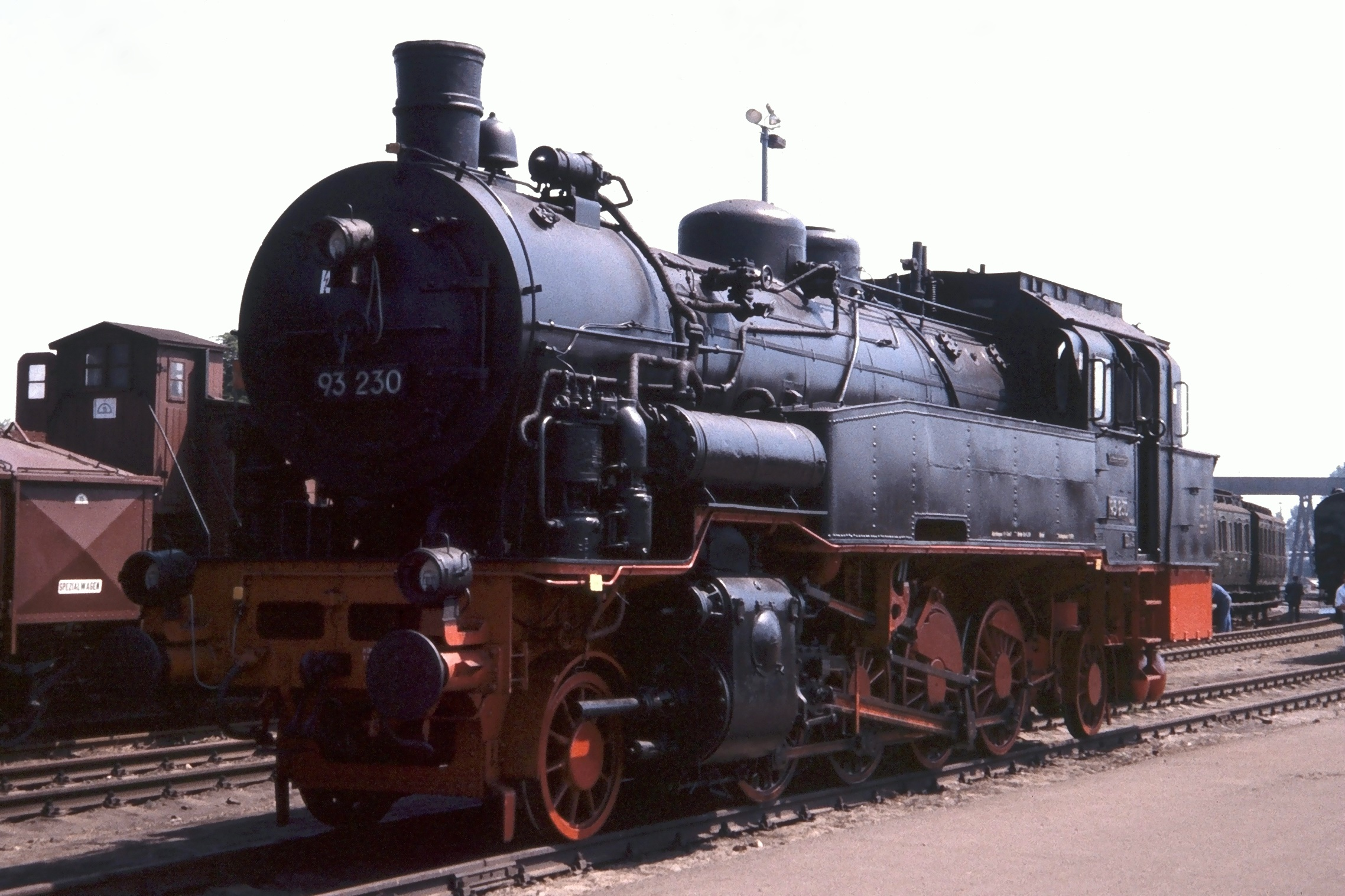
1917 mit der Fabriknummer 2315 gebaute preußische T 14

Am 1. April 1846 übernahm Johann Gottfried Dietrich Wilhelm Ostendorff die Leitung der Union-Gießerei, und der Bau von Dampfmaschinen und Kesseln wurde aufgenommen. Am 5. Dezember 1855 lieferte die Union-Gießerei die erste Dampflokomotive an die Preußische Ostbahn aus.
Nach Ostendorffs Tod 1876 führte Elias Radok das Unternehmen. Am 2. Juni 1881 wurde es von einer offenen Handelsgesellschaft in eine Aktiengesellschaft umgewandelt. Zum Vorsitzenden des Aufsichtsrats wurde Rudolf Laubmeyer gewählt. Im Vorstand saßen nun Elias Radok und Arthur Ostendorff (* 18. Mai 1850; † 24. Juli 1891), der Sohn von Gottfried Ostendorff.
1891 wurde das Dultz’sche Wechselventil patentiert, das wesentlich zur schnellen Einführung der Verbunddampflokomotive beitrug, da es die Anfahrschwierigkeiten dieser Bauart überwand. Mit der preußischen Baureihe T 9 konnte eine erfolgreiche Dampflokomotive gebaut werden, so dass allein bis 1900 235 Stück dieses Typs ausgeliefert wurden. Diese spätere Baureihe 91 wurde zu einer der meistgebauten deutschen Lokomotiven (insgesamt über 2000 Stück).
Nach dem Tod von Elias Radok übernahmen die Oberingenieure Georg Panck und Paul Fischer zusammen mit Max Hartung das Werk. Paul Fischer trat 1920 aus gesundheitlichen Gründen zurück, Georg Panck starb 1923. Max Hartung übernahm die Unternehmensleitung bis zum Eintritt von Paul Brehm im November 1925.
Die Union-Gießerei im nach dem Ersten Weltkrieg vom restlichen Reichsgebiet isolierten Ostpreußen erhielt keine Lokomotivquoten von der Deutschen Reichsbahn, entsprechende Verhandlungen blieben meist erfolglos. Dies führte zu schweren wirtschaftlichen Problemen. 1927 erhielt die Union-Gießerei im Rahmen der Osthilfe noch Aufträge zum Bau der Dampflokomotiven DR-Baureihe 64 und DR-Baureihe 80; die letzte Lokomotive wurde 1929 ausgeliefert. Ab dem 17. März 1930 wurde der Betrieb im Königsberger Außenbezirk Contienen jedoch als Zweigwerk der F. Schichau GmbH geführt, von der die Union-Gießerei dann 1931 vollständig übernommen wurde.

### Schiffbau
1855 wurde mit dem Raddampfer Schnell der Bau von eisernen Schiffen aufgenommen und erfolgreich weitergeführt. Neben Raddampfern wurden Schleppdampfer und Frachtdampfer gebaut, später kamen Fischdampfer und Fahrgastschiffe dazu. Insgesamt wurden mindestens 189 Neubauten abgeliefert.

## Gegenwart
Heute werden die Produktionsanlagen der Union-Gießerei von der Pribaltijskij Sudostroitelnij Sawod Jantar (Прибалтийский судостроительный завод Янтарь), übersetzt Ostseewerft Jantar bzw. „Ostseewerft Bernstein“ genutzt.